# سماقية (طعام)
السماقية هي طبق[ ؟ ] فلسطيني، يحضّر غالباً في الأعياد خاصّة في عيد الفطر. يحظى هذا الطبق بشعبية خاصة بين سكان قطاع غزة ويحضر على مدار العام. أطلق عليه هذا الاسم لاستخدام السماق في إعداده.
تشمل مكونات الطبق على سماق، بصل، سلق طازج، لحم ضأن، حمص منقوع، ثوم، طحينة، عين جرادة، فلفل أخضر، شطة حمراء، ملح[ ؟ ]، زيت زيتون، دقيق أبيض.
تحتوي كل وجبة (380غ تقريباً) على 683 سعرة حرارية وهي تحتوي على نسبة عالية من الدهون تعود معظمها إلى استعمال لحم الغنم والزيت كما أنها تحتوي على 130 مغ من الكولسترول.[بحاجة لمصدر]

## التاريخ
ذُكرت في كتاب الطبيخ عام 1225م لمحمد بن الحسن البغدادي كما يلي:
«صنعتها أن يقطع اللحم السمين أوساطاً ثم يترك في القدر، ثم يلقى عليه شيء من الملح المطيب، ثم يُغلى غلية حتى يقارب النضج، وتؤخذ رغوته أخذاً جيّداً. ثم يلقى فوقه السلق المقطع على قدر الإصبع وجزر. ثم يؤخذ البصل والكراث النبطي. ويقشر ويغسل بماء وملح ويجعل فوقه. وإن كان أوان الباذنجان جعل فيه مقشّراً من قشره الأسود ويسلق في قدر على ناحية. ثم يُؤخذ السماق فيُجعل في قدر مفردة، ويلقى عليه يسير ملح ولبابة خبز، ويسلق جيداً ويصفّى. ثم يأخذ من أحب دجاجة مسموطة مغسولة تقطع على مفاصلها وتلقى في القدر.
ويدق اللحم الأحمر ناعماً وعليه الأباريز ويعمل كبباً أوساطاً فتلقى في القدر أيضاً. وتجعل عليها الأباريز وهي الكسفرة اليابسة والكمون والفلفل والزنجبيل والدار صيني والمصطكي ناعماً وطاقات نعنع طري. ثم يُؤخذ من السماق المذكور فيجعل في القدر.
ويدق الجوز ويربّى بالماء ويطرح في القدر. ثم يفرك في رأسها النعنع اليابس ويلقى فيها قطع جوز صحاحاً غير مدقوقة. ويدق شيء يسير من الثوم، ويداف بشيء من المرقة ويطرح في القدر. ومن الناس من يجعل في رأسها عيون البيض وتترك على نار هادئة حتى تهدأ ثم ترفع.»

## وصلات خارجية
- طريقة عمل سماقية فلسطينية